# Ekonomiåret 1955

## Händelser
- 9 februari - För att motverka inflationen i Sverige införs en bilaccis på tio procent och en investeringsavgift för företag på tolv procent.
- 12 september - Sedan Sveriges finansminister Per Edvin Sköld framfört tankar på ett tvångssparande[1], vilka dock inte kommer till utförande, avgår han och efterträds av Gunnar Sträng.[2]

## Födda
- 10 mars - Sven-Erik Österberg, svensk socialdemokratisk politiker, Sveriges biträdande finansminister 2004-2006.